# Архідам I
Архідам I (дав.-гр. Ἀρχίδᾱμος) — цар Спарти близько 600—575 роках до н. е.

## Життєпис
Походив з династії Евріпонтидів. Відповідно до Павсанія син царя Анаксідама (за Геродотом — Анаксандрида I). Був учасником закінчення Другої Мессенської війни й активним очільником війська під час війни з містом-державою Тегея в Аркадії.
Йому спадкував син Агасікл від дружини Лампітони.